# Pip Pyle
Pour les articles homonymes, voir Pyle.
Philip "Pip" Pyle (Sawbridgeworth, 4 avril 1950 - Paris 18e, 28 août 2006) était un batteur d'origine britannique de Sawbridgeworth, Hertfordshire, qui résida plus tard en France. Il est surtout connu pour son travail dans les groupes rock progressif de l'école de Canterbury, Gong, Hatfield and the North et National Health. 

## Carrière
Pyle a rejoint Phil Miller, un ami de la maternelle et le frère de Steve Miller. Phil, en formant Bruno's Blues Band, qui a rapidement évolué en Delivery. Cependant, Pyle a quitté le groupe en 1970 après s'être disputé avec la chanteuse Carol Grimes. Il a alors brièvement joué dans le groupe de blues Chicken Shack ainsi qu'avec Khan de Steve Hillage. 
En 1971, le batteur Robert Wyatt demande à Pyle de jouer à sa place sur une des chansons de l'album solo de Daevid Allen, Banana Moon. De là, Pyle rejoint Allen dans Gong. Alors qu'il n'est dans le groupe que depuis huit mois, Pyle joue à la fois sur Camembert Électrique et Continental Circus. Il a par la suite été remplacé par Laurie Allan, mais a retrouvé Gong pour une courte période dans les années 1990.
En 1972, Pyle a travaillé avec Paul Jones (qui avait chanté avec Manfred Mann) et avec la chanteuse britannique Bridget St John, avant de fonder Hatfield and the North avec les frères Miller en 1972. Steve Miller a été bientôt remplacé dans le groupe et la formation s'est rapidement soudée autour de Pip Pyle, Phil Miller, Richard Sinclair et le claviériste Dave Stewart. leur premier album Hatfield & The North est sorti en 1974, tandis qu'un deuxième album, The Rotters 'Club, a suivi l'année d'après. En plus de jouer la batterie, Pyle a écrit de nombreuses paroles pour le groupe.
Après Hatfield, Pyle a rejoint Miller et Stewart avec National Health, en plus de jouer dans d'autres projets, dont Soft Heap avec Hugh Hopper, Elton Dean et Alan Gowen. Il a également joué sur le Neil's Heavy Concept Album (1984) avec plusieurs musiciens impliqués dans ce projet, un dérivé de la série télévisée The Young Ones. Outre Pip Pyle, on y retrouve Bryson Graham batteur de Spooky Tooth, Jakko Jakszyk de Level 42, le claviériste Dave Stewart, ainsi que Jimmy Hastings et Barbara Gaskin.
En 1984, Pyle a rencontré Sophia Domancich et les deux ont eu une relation pendant de nombreuses années. Il a également formé  son propre groupe, Equip'Out, avec Sophie Domancich. Equip'Out sort son premier album éponyme, suivi de Up! et Instants. Puis il a sorti un album solo, Seven Year Itch, en 1998 avec des invités tels que Miller, Sinclair, Dave Stewart, Dean (saxello), Hopper (basse), Jakko Jakszyk, Barbara Gaskin, John Greaves (chant), François Ovide, Fred T. Baker (basse), Paul Rogers (contrebasse), Lydia Domancich (piano, sœur de Sophia) et Didier Malherbe (sax alto). Pyle a également joué avec le groupe In Cahoots de Miller de 1982 à 2001, apparaissant sur Cutting Both Ways, Split Seconds, Live 86-89, Live in Japan, Recent Discoveries, Parallel et Out of the Blue.
Ses derniers projets ont été son groupe Bash !, avec le guitariste français Patrice Meyer, Fred Baker à la basse et Alex Maguire aux claviers, et une réunion de Hatfield and the North (également avec Maguire). Frapper! a sorti l'album live Belle Illusion (Cuneiform Records), mais n'a joué que cinq concerts au total (y compris Progman Cometh), trouvant difficile d'attirer l'intérêt des fans.
En 2005, Pyle rejoint Phil Miller et Richard Sinclair dans une reformation de Hatfield and the North, avec Alex Maguire jouant les claviers. Le 29 janvier, tous les trois ont été réunis pour la première fois en quinze ans quand Pyle s'est assis avec le groupe de Richard Sinclair pour quelques vieux numéros (Above And Below, Share it!, Halfway between heaven and earth et Didn't Matter Anyway) lors d'un concert au Whitstable's Horsebridge Arts Centre. Le Hatfield rajeuni a fait ses débuts officiels en direct le 18 mars 2005 au Mean Fiddler à Londres, suivi d'une brève tournée européenne en juin. Plus de tournées internationales ont suivi en 2005-06, y compris des dates au Japon, au Mexique, aux États-Unis et en Europe. Le 26 août 2006, Pyle a joué son dernier concert à Feerwerd (Groningue), Pays-Bas.
Il est décédé à Paris le 28 août 2006.

## Discographie Solo
- 1986: L'Équip' Out (52e Rue Est)
- 1991: Equip' Out Up! (NTI Music 3 TMR 301)
- 1998: 7 Year Itch (Voiceprint VP198CD)
- 1999: Pip Pyle's Equip' Out (Voiceprint VP213CD) (Réédition du premier album)
- 2004: Belle Illusion (Cuneiform Rune 193)
- 2004: Instants (Hux 062)

## Chronologie
- 1966 - 1971 Delivery
- 1971 - 1971 Gong
- 1972 - 1975 Hatfield and the North
- 1975 - 1976 The Weightwatchers (Avec Elton Dean et Keith Tippett)
- 1977 - 1983 National Health
- 1977 - 1988 Soft Heap
- 1980 - 1981 Rapid Eye Movement
- 1982 - 2002 In Cahoots
- 1984 - 1995 Pip Pyle's Equip'Out
- 1990 - 1996 Gong reformé
- 1991 - 1996 Short Wave
- 1998 - 2006 Absolute Zero
- 2002 - 2006 Pip Pyle's Bash!
- 2005 - 2006 Hatfield and the North reformé